# Weinmannia
Weinmannia é um género botânico pertencente à família Cunoniaceae. A seguinte lista de espécies pode estar incompleta:
- Weinmannia aggregata (Madagascar)
- Weinmannia boliviana
- Weinmannia corocoroensis (Venezuela)
- Weinmannia dichotoma (Nova Caledónia)
- Weinmannia fagaroides (Bolívia)
- Weinmannia ilutepuiensis (Venezuela)
- Weinmannia magnifica (Madagáscar)
- Weinmannia pinnata
- Weinmannia racemosa (Nova Zelândia)
- Weinmannia rollottii (Andes)
- Weinmannia silvicola (Nova Zelândia)
- Weinmannia sylvicola A.Cunn.
- Weinmannia tinctoria SM.
- Weinmannia tormentosa (Colômbia)
- Weinmannia trichosperma Cav., tineo chileno

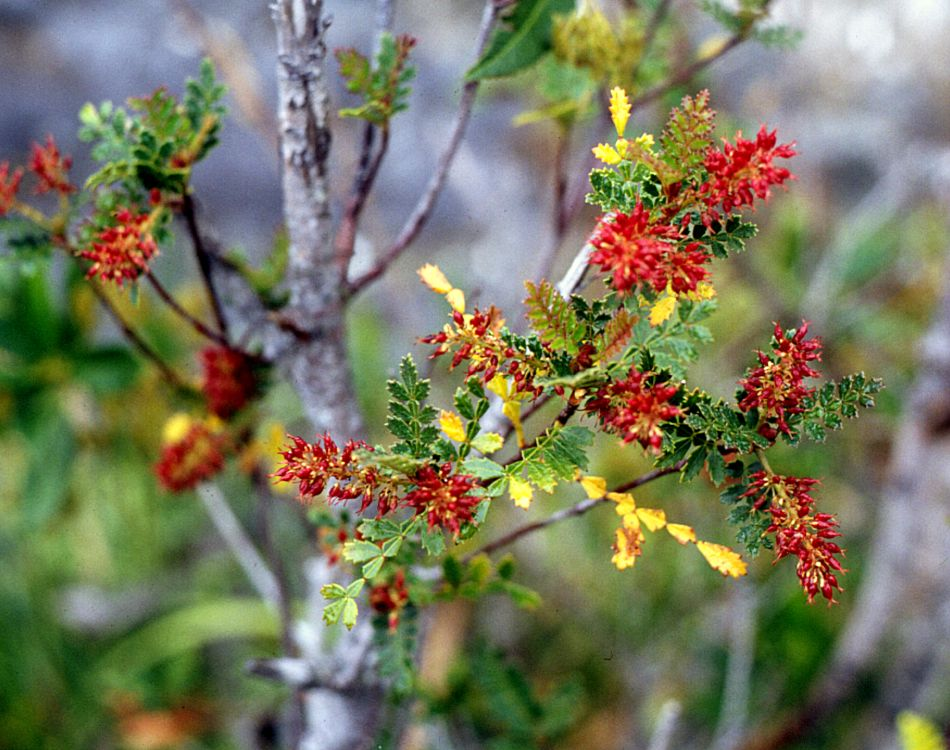
Weinmannia trichosperma (Chile)

- Weinmannia venusta

«Weinmannia». Encyclopédie de la Flore Chilienne. Consultado em 31 de março de 2010